# Софиевка (Горностаевская поселковая община)
Софиевка (укр. Софіївка) — село в Горностаевской поселковой общине Каховского района Херсонской области Украины.
Население по переписи 2001 года составляло 25 человек. Почтовый индекс — 74630. Телефонный код — 5544. Код КОАТУУ — 6522684004.

## Местный совет
74630, Херсонская обл., Горностаевский р-н, с. Славное